# 生牡蠣色

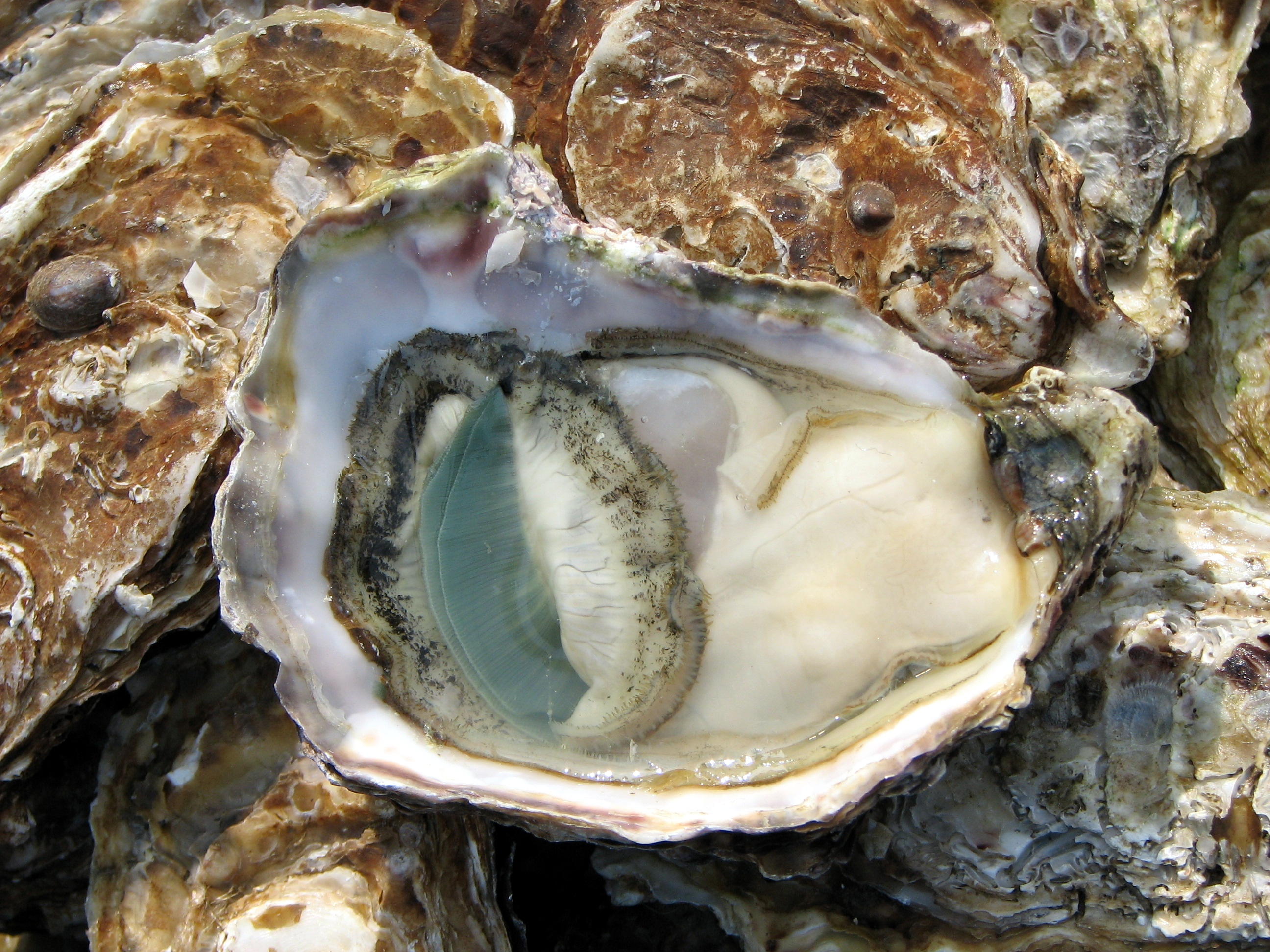
牡蠣の身

生牡蠣色（なまがきいろ）は色の一つで、カキの身のような色を指す。
単に牡蠣色といっても同じ色をさす。
英名ではオイスターホワイト (oyster white)。

## 近似色
- 灰色